# Börse Luxemburg

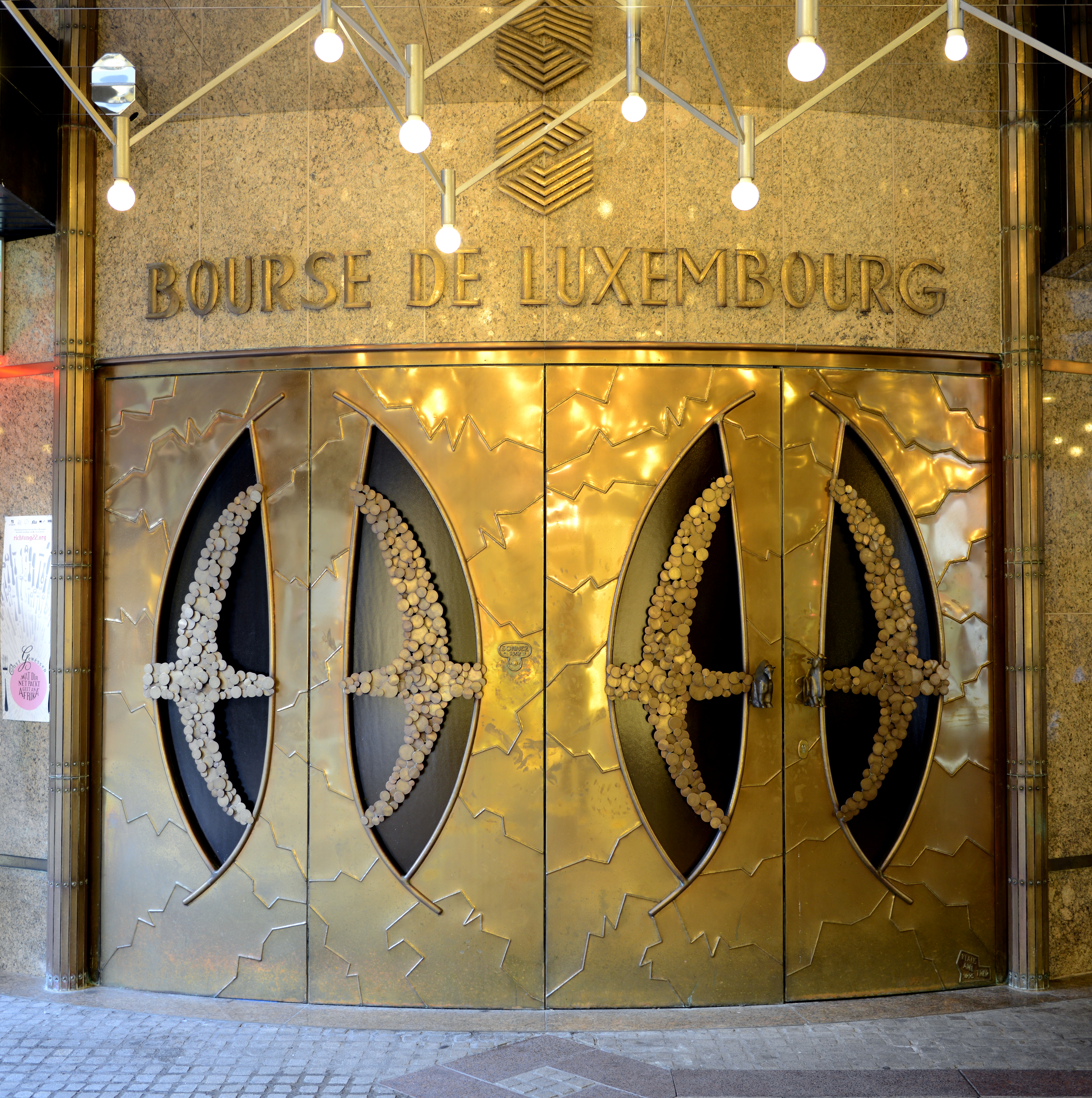
Eingang

Die Börse Luxemburg ist eine Wertpapierbörse mit Sitz in Luxemburg. Sie befindet sich am Boulevard Joseph II. 

## Geschichte
Die Börse wurde am 30. Januar 1927 durch Verabschiedung eines Gesetzes durch die Luxemburger Abgeordnetenkammer (Parlament) gegründet.
Am 22. März 1928 erfolgte ein grossherzoglicher Erlass mit den Ausführungsbestimmungen des Gesetzes.
Die Aktiengesellschaft Bourse de Luxembourg wurde am 5. April 1928, mit einem Kapital von 7000 Aktien zum Emissionspreis von 1000 Franken, gegründet.
Der Sitz war Haus Nummer 11 in der Avenue de la Porte-Neuve in der Oberstadt von Luxemburg.
Am 1. Februar 1929 wurde die erste Liste der Banken, Bankiers und Wechselhändler, welche zugelassenen waren für den Handel an der Börse veröffentlicht.
Am 27. April 1929 wurde die Liste der Wertpapiere (Aktien und Anleihen), welche an der Börse gehandelt werden, veröffentlicht.
Erster Handelstag der Luxemburger Börse war der 6. Mai 1929.
Im Januar 2014 bezog die Börse ein neues Gebäude am Boulevard Joseph II.
Im November 2000 ging die Börse eine Zusammenarbeit mit der Euronext ein. Gegenwärtiger Vorsitzender der Börse ist Frank Wagener. 

## Indizes
Hauptaktienindex ist der LuxX Index.

## Mitgliedschaften
- Sie ist Mitglied in der World Federation of Exchanges.[11]
- Federation of European Securities Exchanges[12]
- Sustainable Stock Exchanges Initiative